# 부패
부패(腐敗, 영어: putrefaction)는 미생물에 의하여 물질이 변하여 인간에게 해롭거나 아무런 이익이 되지 않는 현상을 의미한다. 미생물의 대사 산물이 인간에게 이로운 물질일 경우, 부패 대신 발효라고 말하기도 한다. 또한, 부패를 일으키는 미생물을 부패균이라고 부르기도 한다.

## 설명
열역학적 측면에서 모든 유기 조직은 화학 에너지로 구성되어 있으며, 살아있는 유기체의 지속적인 생화학적 유지에 의해 유지되지 않으면 가수분해로 알려진 물과 아미노산의 반응으로 인해 화학적으로 분해되기 시작한다. 분해되는 신체의 단백질 분해는 자발적인 과정이다. 소화관의 혐기성 박테리아가 신체의 세포 단백질을 소비, 소화 및 배설함에 따라 단백질 가수분해가 가속화된다.
세포 단백질의 박테리아 소화는 신체 조직을 약화시킨다. 단백질이 지속적으로 더 작은 성분으로 분해됨에 따라 박테리아는 썩은 살의 유해한 냄새를 전달하는 작용기 아민인 퓨트레신(오르니틴에서 유래) 및 카다베린(라이신에서 유래)과 같은 가스와 유기 화합물을 배출한다. 처음에는 부패 가스가 체강 내에 제한되어 있지만 결국에는 인접한 조직을 통해 확산된 다음 순환계로 확산된다. 일단 혈관에 들어가면 부패한 가스가 신체의 다른 부위와 팔다리로 침투하여 확산된다.
기체 조직 침투의 시각적 결과는 몸통과 팔다리가 눈에 띄게 부풀어 오르는 것이다. 지속적으로 증가하는 가스 부피로 인해 내부 압력이 증가하면 가스를 구속하는 조직이 더욱 스트레스를 받고 약해지며 분리된다. 부패 과정에서 신체의 피부 조직은 결국 파열되어 박테리아 가스를 방출한다. 혐기성 세균이 계속해서 조직 단백질을 섭취, 소화, 배설하면서 신체의 분해는 골격화 단계로 진행된다. 이렇게 계속해서 섭취하면 박테리아가 에탄올을 생성하게 되어 부검 시, 특히 물에서 회수한 시체의 혈중 알코올 농도(BAC)를 결정하기 어려울 수 있다.
일반적으로 분해라는 용어는 사람(또는 동물)의 육체적 죽음부터 신체의 골격화까지 발생하는 생화학적 과정을 포괄한다. 부패는 분해의 7단계 중 하나이다. 따라서 부패성이라는 용어는 생화학적으로 부패되기 쉬운 모든 유기물(동물 및 인간)을 나타낸다. 중독으로 인한 사망의 경우 안티몬, 비소, 석탄산(페놀), 눅스보미카(식물), 스트리크닌(살충제), 염화아연과 같은 독극물에 의해 신체의 부패가 화학적으로 지연된다.

## 대략적인 타임라인
- 1~2일 : 창백, 사후 알고, 사후 경직, 사후 부패는 부패 과정 전의 부패 과정의 첫 번째 단계이다.
- 2~3일 : 복부 피부에 변색이 나타난다. 가스 형성으로 인해 복부가 부어오르기 시작한다.
- 3~4일 : 변색이 퍼지고 변색된 정맥이 눈에 띄게 된다.
- 5~6일 : 복부가 눈에 띄게 붓고 피부에 물집이 생긴다.
- 10~20일 : 몸에서 유해한 냄새가 나고 신체의 일부가 검게 변색되는 흑색부패가 발생한다.
- 2주 : 복부가 더부룩해진다. 내부 가스 압력이 최대 용량에 가까워진다.
- 3주: 조직이 부드러워졌다. 장기와 충치가 터지고 있다. 손톱과 머리카락이 빠진다.
- 4주 : 내장 등 연부조직이 액화되기 시작하여 얼굴을 알아볼 수 없게 된다. 피부, 근육, 힘줄, 인대가 저하되어 골격이 노출된다.

체내 장기가 분해되는 순서는 아래와 같다:
1. 후두, 기관 (기도)
2. 유아의 뇌
3. 위 (해부학)
4. 위장관계
5. 비장
6. 장막(omentum)과 장간막(mesentery)
7. 간
8. 성인의 뇌
9. 심장
10. 허파
11. 콩팥
12. 방광
13. 식도
14. 이자 (해부학)
15. 가로막
16. 혈관
17. 자궁

## 부패의 예
일상 생활에서 쉽게 찾아볼 수 있는 부패 현상에는 과일의 썩음, 우유의 상함 등을 들 수 있다. 부패는 이러한 예와 같이 주로 식품에 대하여 식품을 섭취하기에 부적절하게 변화될 때 주로 쓰지만, 생물학로 넓은 의미에서는 인간에게 해로운 물질이 결과물일 때를 통칭하여 쓰인다. 이와 같은 예로 여드름의 고름, 무좀의 발생, 입냄새의 발생 등이 있다.

## 부패의 원인
부패의 원인은 부패균 미생물의 대사 과정 산물에 의한 것이다. 부패가 잘 일어나는 환경은 주로 습하고, 통풍이 잘 되지 않으며, 온도가 따뜻한 곳인데 이러한 환경은 부패균의 대사가 매우 잘 일어날 수 있는 환경이기 때문에 부패균이 번식하면서 대사 결과 생산한 물질이 악취, 오물 등으로 여겨지는 것이다. 여기에서 습한 것은 주로 수분 활성도를 나타낸다. 또한 부패가 잘 일어나는 조건 중 하나는 물리적인 구조 차이이다. 자르지 않은 고기 덩어리와 저며서 갈아놓은 고기의 부패 정도는 표면적 때문에 차이가 난다. 대부분의 부패균은 혐기성 세균이기 때문에 먹이로 작용하는 유기 물질을 완전히 무기 물질로 분해하지 못하고, 중간 분해 물질로 내놓게 되는데 이러한 것이 악취와 오물 등의 원인이 된다. 그러므로 부패를 방지하기 위해서는 부패균의 번식이 용이한 환경을 조성해주는 것을 피하고, 산소를 충분히 공급해주어야 한다.

## 부패를 이용한 산업적 유용성
부패가 인간에게 해로운 현상으로 인식되어 있지만 수질 정화 처리나 산업적인 의도적 부패 처리 등에 있어서 유용하게 쓰일 수 있다. 대부분의 부패균이 혐기성 세균인 것에 기인해 공기를 차단한 상태에서 부패 환경을 조성하여 부패 현상을 촉진시키면 특정 부패균들은 메탄 가스를 대사 산물로 내놓게 되는데 메탄 가스는 가정이나 공장에서 열효율이 높은 저탄소 연료로 쓰일 수 있으므로 부패 현상이 유용하게 쓰일 수 있다.

## 연구
시체농장에서는 기증된 시체를 다양한 환경 조건에 노출시켜 인체 분해 과정을 연구한다. 여기에는 테네시 대학의 법의인류학 시설, 서부 캐롤라이나 대학의 골학 연구소(FOREST), 텍사스 주립 대학의 법의인류학 연구 시설(FARF), 샘 휴스턴 주립 대학의 남동부 텍사스 응용 법의학 시설(STAFS), 서던 일리노이 대학의 법의인류학 시설(STAFS)이 포함된다. 법의인류학 연구 및 콜로라도 메사 대학교의 법의학 조사 연구소. 시드니 근처에 있는 호주의 Taphonomic 실험 연구 시설은 미국 이외 지역에 위치한 최초의 시체 농장이다. 영국에는 인간의 유해나 시체를 사용하는 대신 죽은 돼지를 사용하여 분해 과정을 연구하는 여러 시설이 있다. 돼지는 인간 시체보다 전염병에 걸릴 확률이 낮고 윤리적 문제에 대한 걱정 없이 쉽게 구할 수 있지만 인체 농장은 여전히 추가 연구를 위해 많은 관심을 받고 있다. 각 바디팜은 환경 구성이 독특하여 연구자에게 더 넓은 지식을 제공하고 습도, 태양 노출, 비 또는 눈, 고도 등과 같은 다양한 환경 요인이 분해 속도에 어떻게 큰 영향을 미칠 수 있는지에 대한 연구를 가능하게 한다.

## 같이 보기
- 분해
- 빙장
- 부패균
- 산패
- 코타르 증후군

## 참고 문헌
- 김윤택 외 7명. 《고등학교 생물Ⅰ》. (주)중앙교육진흥연구소. Ⅸ.생명과학과 인간의 생활-3.환경오염(2002.7.30 교육인적자원부 검정)